# The Conduct of Jazz
The Conduct of Jazz ist ein Jazzalbum von Matthew Shipp. Die am 28. Mai 2015 im Studio Systems Two, Brooklyn entstandenen Aufnahmen erschienen am 23. Oktober 2015 auf Thirsty Ear.

## Hintergrund
John Sharpe wies darauf hin, dass Mitte der 2010er-Jahre Matthew Shipps Arbeit in kleinen Gruppen seit langem im Mittelpunkt dessen Schaffens stand, in jüngster Zeit vor allem im Format des klassischen Klaviertrios. The Conduct of Jazz repräsentierte Shipps zwölfte Veröffentlichung in diesem Format, auch wenn sich das Personal seines Trios im Laufe der Jahre allmählich verändert hatte. Bei diesen Aufnahmen gab Schlagzeuger Newman Taylor Baker, der Whit Dickey ersetzte, sein Debüt neben dem Bassisten Michael Bisio. Der Titel „Stream of Light“ ist eine Soloperformance Shipps.

## Titelliste
- Matthew Shipp Trio: The Conduct of Jazz (Thirsty Ear THI57211.2)[2]

1. Instinctive Touch  5:06
2. The Conduct of Jazz  7:48
3. Ball in Space  6:44
4. Primary Form  4:45
5. Blue Abyss  6:33
6. Stream of Light  5:24
7. The Bridge Across  12:34

Alle Kompositionen stammen von Matthew Shipp.

## Rezeption
Nach Ansicht von John Sharpe, der das Album in All About Jazz rezensierte, ist Shipp ein einzigartiger Stilist, der seine unvergessliche Mischung aus ansteckenden Motiven, perlenden Läufen und Lawinen dichter Cluster vorträgt. Dabei stehe er einer rhythmischen Demokratie vor, die oft sowohl Bassisten als auch Schlagzeuger von der Tyrannei des Zeitspiels befreie,  obwohl sie gelegentlich, wie in „Blue Abyss“, alle zu einem aufregenden Effekt zusammenfinden. Ansonsten genieße Bisio nahezu völlige Freiheit, manifestiert in einem Strom von schrägen Kommentaren. Baker biete ähnlich scharfsinnige Nebeneffekte und bringe Offenheit und Transparenz in das gemeinsame Spiel. Obwohl einige der Themen enge Verwandte früherer Shipp-Konstrukte sind, sei dies „kein Problem, da ihre Funktion darin besteht, den Behälter zu formen“.
Ebenfalls in All About Jazz schrieb Glenn Astarita, Shipp führe das Trio durch Werke, die mit rhythmisch basierten Ouvertüren, Bop-Einflüssen und ein paar Anspielungen auf Thelonious Monk entworfen wurden, während er eloquent in und aus stimmungsvollen Hooks übergehe. Ansonsten hebe er seine improvisatorischen Neigungen hervor, beginnend mit einem gestaffelten Prozess, der allmählich aufsteigt und das untere Register mit schwungvollen Wirbelstürmen und tiefen Blockakkorden verflochten wird. Sein Spiel enthalte auch einen Hauch von Bill Evans’ Wärme und einen melodramatischen Sog, während er das Tempo dynamisch ändere. „Hier verschmelzen rollende Wellen mit hämmernden Akzenten und anderen Faktoren, die von polytonaler Schönheit und einer mehrdimensionalen Perspektive durchdrungen sind“, so Astaritas Resümée.
Steve Greeenlee meinte in JazzTimes, nach vorangegangenen Matthew Shipp-Alben sei dies fast Mainstream Jazz. Dennoch sei diese Musik Shipps, der die Akzeptanz im breiten Publikum immer missachtet habe, so nah am Rundfunk-Geschmack, wie sie je Shipp zuvor produziert habe, und dennoch sei sie auch unverwechselbar seine: „Shipps ästhetisch herausfordernde Kompositionen, kraftvolles Spiel, konnten niemals mit denen anderer verwechselt werden.“ Bisio, mit dem Shipp mehrfach zuvor zusammengearbeitet hat, sei ein unauffälliger präsent, der in seinem Spiel swinge und einen unerwarteten Kontrapunkt böte, aber selbst in einem Solo niemals um Aufmerksamkeit wetteifere. Am Schlagzeug hat Baker einen leichteren Touch als einige der früheren Kohorten von Shipp, urteilt der Autor: er agiere mit vielleicht mehr Swing, und er gebe sich oft damit zufrieden, einen Rhythmus vorzuschlagen, anstatt einen direkt zu spielen. Shipp sei zu diesem Zeitpunkt ein voll entwickelter Künstler, resümiert Greenlee, der sich sowohl auf seine eigenen Einflüsse stütze als auch anderen Einfluss gebe.

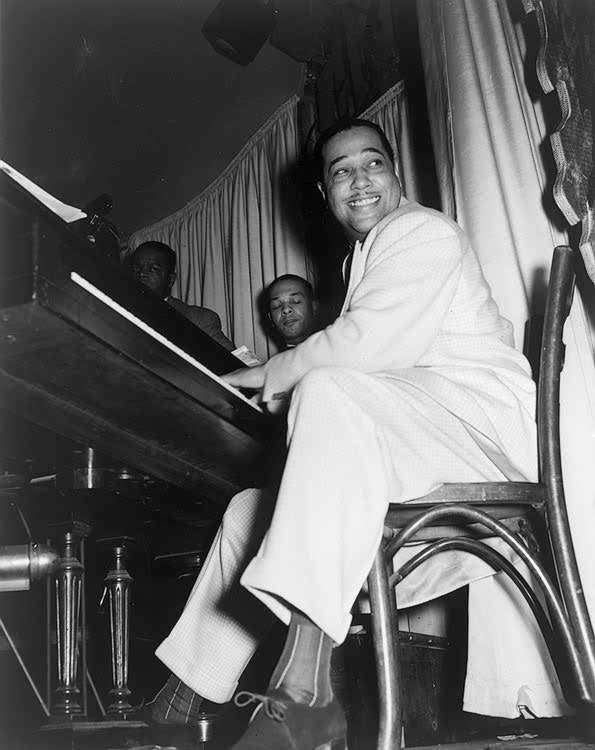
Duke Ellington im Hurricane-Club 1943

John Garratt (Pop Matters) meinte, mit The Conduct of Jazz ginge es Shipp nicht darum, die Vergangenheit [des Jazz] auszulöschen, um einen Weg in die Zukunft zu weisen. So habe der Titeltrack des Albums sehr unverkennbare Bezüge auf Duke Ellington in den Rhythmen und auf Thelonious Monk in den Harmonien, dennoch klinge The Conduct of Jazz sicher nicht nach einem Rückschritt.
Nach Ansicht von Bill Meyer, der das Album in Dusted rezensierte, falle bei dem Album Shipps Hingabe an die Struktur auf. Bei dem Pianisten sei seit seiner Zeit bei David S. Ware sein Verständnis dessen gewachsen, was die Musik zusammenhalte. „Inzwischen sind Shipps Themen oft von klassischen Vorstellungen von Ereignis und Drama durchdrungen, aber die Vektoren und Kräfte, die diese Musik vorantreiben, sind in der Physik des Jazz verwurzelt.“ Der Titel „Blue Abyss“ bekräftige die Bedeutung eines anderen Fundaments – der Schwere. Shipps Ausdrucksform des Themas sei basslastig und absichtlich getaktet, und seine und Bisios Eile davon verstärkt nur seine drohende Präsenz. „Aber wo er einst wie eine Gewitterwolke rumpelte, lässt Shipp heutzutage freien Raum in die Musik und gleitet leicht in die negativen Räume hinein und aus ihnen heraus, die durch die periodischen Aussetzer der Rhythmusgruppe erzeugt werden.“ Wie der Titel schon sage, so Meyer, werde Jazz so gemacht – indem man Veränderungen annimmt.
S. Victor Aaron führte in Something Else! aus, die Wahl, Jazz zu machen, sei oft eine Entscheidung zwischen dem Festhalten an etablierten Arten, das Idiom zu spielen oder Risiken einzugehen und etwas auszuprobieren, das versucht, die Grenzen zu überschreiten. Für die wenigen, die wirklich ihre eigene Stimme entwickelt hätten, sei dies kein Dilemma. „Ihre Persönlichkeit ist die dominierende Kraft in ihrer Musik, egal ob sie „in der Tradition“ spielen oder eine mutige neue Richtung einschlagen.“ Dies sei auch die Konstante von Shipps Aufnahmen gewesen, die sich nicht nur über mehrere Jahrzehnte erstreckten, sondern über so viele Projekte, die auf Ideen beruhten, die sich abwechselnd dem Mainstream näherten und in den Köpfen sogenannter Traditionalisten in eine weit entfernte Galaxie flogen. Insgesamt spielen solche Unterscheidungen keine Rolle. Es ist alles Musik von Shipp. Auf diesem Album sei es die Musik eines Shipp-Trios, das zumindest aktuell dem modernen Mainstream-Jazz näher stehe als dem Free Jazz – zumindest im Vergleich zu den meisten seiner Platten. Der Versuch, „gerade“ zu spielen, müsse aber die lang gehegten Gewohnheiten, mit einem spielerischen Sinn für Abenteuerlust zu spielen, nicht aufgeben.